# Vates peruviana
Vates peruviana är en bönsyrseart som beskrevs av Rehn 1911. Vates peruviana ingår i släktet Vates och familjen Mantidae. Inga underarter finns listade i Catalogue of Life.